# 1214
[[Категорија: 1214
.| ]]
Година 1214 (MCCXIV) била је проста година која је почела у среду.

## Догађаји
- 27. јул — Филип II Август је у бици код Бувина поразио удружене војске Светог римског царства, Енглеске и Фландрије, чиме је срушено Анжујско царство Јована без Земље.
- Википедија:Непознат датум — Битка код Ниша (1214), Бугарски напад на великожупанску Србију је одбијен.

### Децембар
- Википедија:Непознат датум — Миром из Шинона Јован Без Земље присиљен је да препусти Филипу II Августу све поседе северно од Лоаре.
- Википедија:Непознат датум — Отон IV, цар Светог римског царства, напустио је борбу и повукао се на властити посед.
- Википедија:Непознат датум — Умро је кастиљски краљ Алфонс VIII. Наследио га је старији син Хенрик I.
- Википедија:Непознат датум — У Алмохадском калифату Мухамада ан-Насира наследио је Абу Јакуб Јусуф ел Мустансир.
- Википедија:Непознат датум — У Шкотској је након смрти Вилијама Лава на престо дошао његов син Александар II.
- Википедија:Непознат датум — У Нимфеју цариградски цар Хенрик Фландријски и некејски цар Теодор I Ласкарис потписује мировни споразум по којем Латини задржавају северозападни део Мале Азије до Хадрумета, док је остатак територије све до селџучке границе остао Никејском царству .
- Википедија:Непознат датум — Шах Хорезмије Ала ад-Дин Мухамед освојио је Бухару, Самарканд и Газни.